# Бауре
Бауре (Baure, Bauré) — майже зникла аравацька мова, на якій говорять в селах Альта-Грасія, Береуро, Буена-Ора, Каіро, Лас-Пеньяс, Пуельо-Баура, Сан-Мігель, Сан-Педро, Сан-Франсіско, Тухуре, Хасьякіні (більшість в Баурес і Ель-Кармен), на південний схід від міста Магдалена, в муніципалітетах Баурес, Магдалена, Уакарахе (між річками Ітенес і Ріо-Бланко) провінцій Ітенес і Маморе департаменту Бені в Болівії. Майже все населення перейшло на іспанську мову, носії в основному старше 50 років.